# Cantón Putumayo
Cantón Putumayo är en kanton i Ecuador.   Den ligger i provinsen Sucumbíos, i den nordöstra delen av landet, 300 km öster om huvudstaden Quito. Antalet invånare är 10 174. Arean är 3 559 kvadratkilometer.
Terrängen i Cantón Putumayo är platt.